# گورستان صادق باغ پیشین
قبرستان صادق باغ پیشین مربوط به سده‌های متاخر دوران‌های تاریخی پس از اسلام است و در شهرستان سرباز، بخش پیشین، دهستان پیشین، ۲ کیلومتری روستای صادق باغ واقع شده و این اثر در تاریخ ۲۷ اسفند ۱۳۸۷ با شمارهٔ ثبت ۲۶۴۸۲ به‌عنوان یکی از آثار ملی ایران به ثبت رسیده است.